# Gong (hudební skupina)
Gong je francouzsko-britská hudební skupina hrající progresivní a psychedelický rock, případně space rock. Skupinou prošlo mnoho členů, jakými byli například Daevid Allen, Allan Holdsworth, Tim Blake, Didier Malherbe, Pip Pyle, Gilli Smyth, Steve Hillage, Francis Moze, Mike Howlett, Bill Bruford, Brian Davison, Chris Cutler nebo Pierre Moerlen. K roku 2016 vystupovala v sestavě Fabio Golfetti (kytara, zpěv), Kavus Torabi (kytara, zpěv), Fabio Golfetti (kytara), Ian East (flétna), Dave Sturt (baskytara) a Cheb Nettles (bicí).

## Diskografie

### Studiová alba
- 1970: Magick Brother
- 1971: Camembert Electrique
- 1971: Continental Circus
- 1971: Obsolete (Dashiell Hedayat)
- 1973: Flying Teapot
- 1973: Angel's Egg
- 1974: You
- 1975: Shamal
- 1980: About Time (jako New York Gong)
- 1989: Gong Maison (Gongmaison)
- 1992: Shapeshifter
- 1996: The Peel Sessions 1971-1974
- 2000: Zero to Infinity
- 2004: Acid Motherhood
- 2009: 2032
- 2014: I See You
- 2016: Rejoice! I'm Dead!

### alba Mother Gong
- 1979: Fairy Tales
- 1981: Robot Woman
- 1982: Robot Woman 2
- 1986: Robot Woman 3
- 1988: Fish in the Sky
- 1990: The Owl and the Tree (with Daevid Allen)
- 1991: Wild Child
- 1993: She Made the World Magenta
- 1994: Eye
- 1994: Tree in Fish
- 2005: I Am Your Egg

### alba Pierre Moerlen's Gong
- 1976: Gazeuse! (známé také jako Expresso)
- 1978: Expresso II
- 1979: Downwind
- 1979: Time is the Key
- 1980: Pierre Moerlen's Gong: Live
- 1981: Leave It Open
- 1986: Breakthrough
- 1988: Second Wind
- 1998: Full Circle Live '88
- 2004: Pentanine

### Koncertní alba
- 1971: Glastonbury Fayre
- 1973: Greasy Truckers Live at Dingwalls Dance Hall
- 1977: Gong est Mort, Vive Gong (francouzské album)
- 1977: Gong Live Etc (britské album)
- 1977: Floating Anarchy Live (Planet Gong)
- 1990: Live At Sheffield '74
- 1990: Live au Bataclan 1973
- 1992: Live 1991 (Mother Gong)
- 1993: Live On T.V. 1990
- 1995: 25th Birthday Party
- 1995: Live Floating Anarchy 1991
- 1995: The Peel Sessions 1971/1974
- 2000: Live 2 Infinitea
- 2002: Glastonbury 1971
- 2005: Glastonbury '79-'81 (Mother Gong)
- 2005: Live In Sherwood Forest '75
- 2006: Acid Mothers Gong Live Tokyo (Acid Mothers Gong)
- 2007: Mothergong O Amsterdam (Mother Gong)
- 2009: Gong Global Family - Live in Brazil 2007

### Kompilace
- 1987: Wingful of Eyes
- 1998: Best Of Mother Gong
- 2003: The World of Daevid Allen and Gong